# Даль, Роберт
Роберт Алан Даль (англ. Robert Alan Dahl; 17 декабря 1915 — 5 февраля 2014) — американский политолог, один из основоположников концепции плюралистической демократии, профессор Йельского университета, первый лауреат премии Юхана Шютте в политических науках (1995).
Член Национальной академии наук США (1972).

## Биография
Профессиональное образование получил в Вашингтонском университете (бакалавр, 1936) и Йельском университете (доктор, 1940). Работал в различных американских правительственных учреждениях. Участвовал в 1944—1945 годах в боевых действиях в Европе в составе армии США, был награждён Бронзовой звездой. В 1946 году вернулся в Йельский университет, где преподавал до 1986 года, в дальнейшем Стерлингский профессор политических наук Йельского университета.
В 1966—1967 годах — президент Американской ассоциации политической науки.

## Научный вклад
Роберт Даль оказал значительное влияние на политологию своими эмпирическими исследованиями о распределении власти в местном сообществе и теоретическими концепциями, особенно в отношении демократии и плюрализма. Он предложил семь условий, которым должна удовлетворять политическая система, претендующая на демократичность (полиархия):
1. Выборность политиков. Общественный контроль над властью. Мандат на управление выдается на определённый срок.
2. Свободные и честные выборы. Властные должности заполняются в соответствии с регулярными и справедливыми выборами, в которых насилие является неприемлемым. Выборы должны быть равными и открытыми.
3. Всеобщее избирательное право. Все взрослые граждане могут участвовать в выборах.
4. Право выдвижения на выборы. Практически все взрослые граждане могут баллотироваться на выборах.
5. Свобода слова. Граждане имеют право обсуждать политические вопросы, не опасаясь понести наказание за это.
6. Альтернативные источники информации. Граждане имеют свободный доступ к альтернативным источникам информации.
7. Право на создание организаций. Граждане имеют право на создание независимых объединений, включая политические партии.

## Роберт Даль о полиархии, плюрализме и пространстве
16 мая 1984 года в лекции «Полиархия, плюрализм и пространство. Последствия исторических сдвигов, связанных с изменением пространства», прочитанной в Бергене в память о Стейне Роккане, Даль отмечал:

Последствия исторических сдвигов, связанных с изменением пространства. Сдвиг в местоположении демократии от небольших городов-государств к крупным и даже гигантским, нациям-государствам привел к важным последствиям как практического, так и теоретического характера, хотя это отнюдь не означает, что теория находилась в ладах с практикой. К концу восемнадцатого столетия изучение города-государства, который более двух тысячелетий рассматривался как естественное и даже исключительно благоприятное устройство для демократического порядка — взгляд, все ещё отстаивавшийся Руссо в «Общественном договоре» (1762), — оказалось почти повсеместно вытесненным изучением наций-государств, а демократические усилия, идеи и идеология должны были сместить свой центр тяжести в сторону проблемы демократизации управления нацией-государством. Последствия этого сдвига, однако, не были учтены в полной мере. Я бы хотел обозначить семь таких важных последствий.
1. Представительство. В силу практической неосуществимости сбора всех граждан или хотя бы их значительной части представительство, которое Руссо предал анафеме в «Общественном договоре», сделалось неизбежным следствием расширения пространства политической системы.
2. Расширение пространства. Как только решение о представительстве было принято, барьеры относительно демократического союза, установленные собранием города-государства, были уничтожены и представительная демократия могла расширять пространство своего функционирования без каких-либо пределов.
3. Пределы, участия. Как прямое следствие выросшего размера некоторые формы политического участия с необходимостью оказались более ограниченными. Также как существенная часть граждан в нациях-государствах не могла обсуждать политические дела прямо друг с другом, так и в дискуссии со своими представителями мог быть вовлечен лишь сравнительно небольшой процент граждан. Даже если пространственные барьеры, являющиеся помехой в коммуникации, в принципе могли быть устранены электронными средствами, пределы, установленные временем, оказались достаточно жесткими. Вы можете легко убедиться в наличии этих пределов, произведя простой арифметический подсчет. Сосчитайте, сколько времени займет реализация тех политических мер, которые можно считать наиболее эффективными для осуществления процесса участия.
4. Разнообразие. Хотя взаимосвязи пространства и разнообразия трудноуловимы, несомненно, что, по мере того как политический союз увеличивается в размерах, его обитатели будут демонстрировать все большее разнообразие в том, что касается политической жизни: местное и региональное, этническое, расовое, религиозное, идеологическое, профессиональное и т. д. Относительно гомогенное население граждан, объединённых общностью города, языка, расы, истории, мифа и религии, которое было столь типичной частью классического, полисного взгляда на демократию сейчас сделалось невозможным по всем практическим параметрам.
5. Конфликт. Следовательно, политические расслоения становятся неизбежными, а политический конфликт превращается в неотъемлемый аспект политической жизни. И политическая мысль, и практика склоняются к восприятию конфликта как нормальной, а не отклоняющейся характеристики политики. По сравнению с классическим взглядом, согласно которому относительно гомогенный орган в основном разделяет одни и те же установки и действует в соответствии с ними, значительно труднее достигнуть общих установок в том случае, если требуется объединить гетерогенные ценности, возникшие в сообществе различных граждан с разнообразными расслоениями и конфликтами. […]

Шестым и седьмым последствиями сдвигов, связанных с изменениями в пространстве и местоположении демократии от города-государства к нации-государству, от демократии малого пространства к крупномасштабной демократии, были полиархия и организационный плюрализм, к рассмотрению которых я теперь обращаюсь.[…] Истоки термина. Поскольку термин «полиархия» не имеет изначально определённого значения и я сам имею некоторые сомнения, введя его в оборот, позвольте мне сказать несколько слов о его происхождении. Насколько мне известно, этот термин был впервые введен в современную политическую науку Линдбломом и мною в книге «Политика, экономика и благосостояние» в 1953 году, где мы рассмотрели его как процесс.

## Критика
- Левый социолог Чарльз Райт Миллс вёл на рубеже 1950-1960-х академическую дискуссию с Далем о природе политики и власти в США, вопреки далевской трактовке последних как полиархии указывая на узкий олигархический характер правящей в стране верхушки.
- Социолог и психолог Джордж Уильям Домгофф[англ.] опротестовал мнение Даля о власти в Нью-Хейвене в 1960-х годах[10]
- Политический философ Роберт Чарльз Блаттберг в монографии «От плюралистической к патриотичной политике: практика превыше всего» (глава 5) критиковал попытку Даля дать определение демократии набором требуемых и достаточных условий[11].

## Научные труды
- Dahl, Robert A.; Lindblom, Charles E. Politics, Economics, and Welfare. — 1953.
- Dahl, Robert. A Preface to Democratic Theory. — Chicago: University of Chicago Press, 2006. — ISBN 9780226134345.
- Dahl, Robert A. (1957). «The Concept of Power.» Systems Research and Behavioral Science 2(3), 201—215.
- Dahl, Robert A. (1957). «Decision-Making in a Democracy: The Supreme Court as a National Policy-Maker.» Journal of Public Law 6: 279-95.
- Dahl, Robert A. Social science research on business: product and potential (англ.). — 1960.
- Dahl, Robert A. Who Governs?: Democracy and Power in an American City[англ.] (англ.). — 1961.
- Dahl, Robert A. Modern Political Analysis. — 1963.
- Dahl, Robert A. Political oppositions in Western Democracies (англ.). — 1966.
- Dahl, Robert A. Pluralist democracy in the United States: conflict and consent (англ.). — 1968.
- Dahl, Robert A. After the Revolution?: Authority in a good society (англ.). — 1970.
- Dahl, Robert A. Polyarchy: participation and opposition. — New Haven: Yale University Press, 1971. — ISBN 9780300015652.
- Dahl, Robert A.; Tufte, Edward R. Size and Democracy. — 1973.
- Dahl, Robert A. Dilemmas of Pluralist Democracy: Autonomy vs. Control (англ.). — 1983.
- Dahl, Robert A. Polyarchy, pluralism, and scale // Scandinavian Political Studies[англ.]. — Wiley, 1984. — Декабрь (т. 7, № 4). — С. 225—240. — doi:10.1111/j.1467-9477.1984.tb00304.x.. — «.». Full text.
- Dahl, Robert A. A Preface to Economic Democracy. — 1985.
- Dahl, Robert A. Controlling Nuclear Weapons: Democracy versus Guardianship (англ.). — 1985.
- Dahl, Robert A. Democracy and Its Critics[англ.] (англ.). — 1989.
- Dahl, Robert A. Toward Democracy - a Journey: Reflections, 1940-1997 (англ.). — 1997.
- Dahl, Robert A. On Democracy. — 1998.
- Dahl, Robert A. How Democratic Is the American Constitution?[англ.] (англ.). — 2002.
- The Democracy Sourcebook / Dahl, Robert A.; Shapiro, Ian; Cheibub, José Antonio. — 2003.
- Dahl, Robert A. After The Gold Rush. — 2005.
- Dahl, Robert A. On Political Equality. — 2006.

### На русском языке

#### Монографии
- Даль Р. Введение в экономическую демократию / пер. с англ. В. Р. Евстигнеева. — М.: «Наука», СП ИКПА, 1991. — 126 с. — ISBN 5-85202-064-8.
- Даль Р. Введение в теорию демократии. — М.: «Наука», СП КВАДРАТ, 1992. — С. 160. — ISBN 5-8498-0006-9.
- Даль Р. О демократии / пер. с англ. А. С. Богдановского. — М.: Аспект Пресс, 2000. — 208 с. — ISBN 5-7567-0244-X.
- Даль Р. Демократия и её критики / пер. с англ. под ред. М. В. Ильина. — М.: РОССПЭН, 2003. — 576 с. — ISBN 5-8243-0383-5.
- Даль Р. Полиархия: участие и оппозиция / пер. с англ. С. Деникиной, В. Баранова. — М.: Изд. дом Гос. ун-та — Высшей школы экономики, 2010. — 288 с. — ISBN 978-5-7598-0759-9.

#### Статьи
- Даль Р. Политическая теория: истина и последствия // Политическая теория в XX веке: сборник статей / под ред. А. Павлова. — М.: Издательский дом «Территория будущего», 2008. — С. 137-155. — ISBN 5-91129-022-7.